# Marie-Laure Dumergues
Marie-Laure Dumergues, née le 21 avril 1982 à Mont-de-Marsan, est une coureuse de fond française spécialisée en course en montagne. Elle a remporté le titre de championne d'Europe de course en montagne 2010. Elle est également triple championne de France de course en montagne.

## Biographie
Athlète polyvalente, elle débute l'athlétisme à 10 ans, d'abord sur piste en demi-fond, puis son entraîneur René Jourdan la pousse vers le cross-country.
Elle débute la course en montagne en 2009 et s'illustre tout de suite en décrochant son premier titre de championne de France. Elle confirme ses bonnes performances en 2010 et décrochant son deuxième titre national et en devenant championne d'Europe de course en montagne à Sapareva Banya.
En 2011, elle décroche la médaille de bronze lors des championnats du monde de course en montagne à Tirana.

## Palmarès
| no  | féminin            | Course                                       | Longueur | Départ            | Temps          |
| --- | ------------------ | -------------------------------------------- | -------- | ----------------- | -------------- |
| 3e  | Médaille d'or      | Championnats de France de course en montagne | 9 km     | 14 juin 2009      | 1 h 4 min 39 s |
| 28e | Médaille d'or      | Ascension du Col de Vence                    | 11,8 km  | 2 mai 2010        | 50 min 46 s    |
| 1re | Médaille d'or      | Montée du Grand Ballon                       | 8,5 km   | 13 mai 2010       | 48 min 52 s    |
| 1re | Médaille d'or      | Championnats de France de course en montagne | 10,6 km  | 6 juin 2010       | 1 h 2 min 48 s |
| 1re | Médaille d'or      | Championnats d'Europe de course en montagne  | 9 km     | 4 juillet 2010    | 39 min 13 s    |
| 11e | 11e                | Championnats du monde de course en montagne  | 8,5 km   | 5 septembre 2010  | 53 min 15 s    |
| 1re | Médaille d'or      | Championnats de France de course en montagne | 8,5 km   | 7 août 2011       | 50 min 10 s    |
| 3e  | Médaille de bronze | Championnats du monde de course en montagne  | 8,8 km   | 11 septembre 2011 | 42 min 23 s    |

## Records
| Épreuve       | Performance     | Date         | Lieu                   |
| ------------- | --------------- | ------------ | ---------------------- |
| 3 000 mètres  | 9 min 59 s 03   | 23 mai 2010  | Mont-de-Marsan         |
| 5 000 mètres  | 15 min 55 s 61  | 10 juin 2006 | Saint-Jean-de-Luz      |
| 10 kilomètres | 34 min 49 s     | 14 mars 2010 | Saint-Médard-en-Jalles |
| 15 kilomètres | 56 min 51 s     | 14 mai 2015  | Rébénacq               |
| Semi-marathon | 1 h 20 min 57 s | 3 juin 2012  | Oloron-Sainte-Marie    |